# BSK Olympia Neugablonz
Der BSK Olympia Neugablonz ist ein Fußballverein aus dem Kaufbeurer Stadtteil Neugablonz.

## Geschichte
Der Verein wurde 1950 als BSK Neugablonz gegründet. 1970 schloss er sich mit der Fußballabteilung des TSV Olympia Kaufbeuren zusammen und erhielt seinen heutigen Namen.
1974 stieg er in die Landesliga Bayern Süd auf, in der er sich sieben Saisonen hielt.
1979 qualifizierte er sich für den DFB-Pokal. In der 1. Hauptrunde unterlag man beim Bundesligisten Eintracht Frankfurt mit 1:6.
In der Saison 2018/19 nahm der Verein unter der Bezeichnung BSK Futsal Allgäu am Futsal-Spielbetrieb teil. 2019 wurde die Futsal-Abteilung von der SpVgg Kaufbeuren übernommen und nimmt in der Saison 2019/20 unter der Bezeichnung Futsal Allgäu am Futsal-Spielbetrieb teil.

## Bekannte Spieler
- Karl-Heinz Artmann